# Худзик, Павел Александрович
Па́вел Алекса́ндрович Ху́дзик (укр. Павло Олександрович Худзік; 29 апреля 1985, Теофиполь, Хмельницкая область — 8 марта 2015, Золотоноша, Черкасская область) — украинский футболист, полузащитник.

## Биография
Воспитанник хмельницкого футбола, первые тренеры — Игорь Шишкин и Анатолий Черняк. Первым профессиональным клубом Худзика был «Красилов», который в сезоне 2003/04 выступал в Первой лиге Украины. После того как клуб прекратил существование в 2004 году, футболист перешёл в бурштынский «Энергетик», в котором провёл один год.
С 2006 года играл за клуб «Львов», с перерывом на осень 2007 года, когда он выступал на правах аренды за второлиговый клуб «Княжа» из Счастливого. В Премьер-лиге дебютировал 20 июля 2008 года в матче «Львов» — «Шахтёр» (2:0), вышел на замену на 69-й минуте вместо Дмитрия Гордиенко. Первый гол в Премьер-лиге забил 24 августа 2008 года в матче «Металлург» (Запорожье) — «Львов» (2:1). Всего в сезоне 2008/09 провёл 28 матчей, забил 4 гола.
Контракт с ФК «Львов» истёк осенью 2009 года, Павел имел предложения из Германии и России, были варианты и с украинскими командами. Но остался на Украине и продолжил карьеру в ФК «Оболонь». С 2011 года играл за луганскую «Зарю».

## Авария
6 марта 2015 Худзик после игры с молодежной командой мариупольского «Ильичевца» (1:0) ехал в Киев домой. На трассе Киев - Черкассы в 140 километрах от столицы автомобиль Павла Volkswagen Polo столкнулся с автомобилем Nissan X-Trail. По словам очевидцев, виновник аварии - водитель автомобиля Nissan, который выехал на полосу встречного движения и врезался в автомобиль футболиста. В японском автомобиле находились пять человек, причем водитель Nissan погиб на месте, а один из пассажиров получил травмы. Павел Худзик с черепно-мозговой травмой был доставлен в больницу города Золотоноша. 8 марта 2015 Павел Худзик умер, так и не выйдя из комы. Похоронен 9 марта в Теофиполе. У Павла остались жена и двое детей.

## Клубная статистика
| Сезон                 | Клуб                  | Лига                  | Чемпионат | Чемпионат | Кубок | Кубок | Еврокубки | Еврокубки | Всего | Всего |
| Сезон                 | Клуб                  | Лига                  | Игры      | Голы      | Игры  | Голы  | Игры      | Голы      | Игры  | Голы  |
| --------------------- | --------------------- | --------------------- | --------- | --------- | ----- | ----- | --------- | --------- | ----- | ----- |
| 2002/03               | Красилов              | Первая Лига           | 9         | 0         | —     | —     | —         | —         | 9     | 0     |
| 2003/04               | Красилов              | Первая Лига           | 18        | 0         | 2     | 0     | —         | —         | 20    | 0     |
| Всего за Красилов:    | Всего за Красилов:    | Всего за Красилов:    | 27        | 0         | 2     | 0     | —         | —         | 29    | 0     |
| 2004/05               | Энергетик             | Вторая Лига           | 5         | 0         | —     | —     | —         | —         | 5     | 0     |
| 2005/06               | Энергетик             | Первая Лига           | 33        | 5         | 1     | 0     | —         | —         | 34    | 5     |
| 2006/07               | Энергетик             | Первая Лига           | 0         | 0         | 1     | 0     | —         | —         | 1     | 0     |
| Всего за Энергетик:   | Всего за Энергетик:   | Всего за Энергетик:   | 38        | 5         | 2     | 0     | —         | —         | 40    | 5     |
| 2006/07               | Львов                 | Первая Лига           | 34        | 8         | —     | —     | —         | —         | 34    | 8     |
| 2007/08               | → Княжа               | Вторая Лига           | 15        | 9         | 2     | 0     | —         | —         | 17    | 9     |
| Всего за Княжу:       | Всего за Княжу:       | Всего за Княжу:       | 15        | 9         | 2     | 0     | —         | —         | 17    | 9     |
| 2007/08               | Львов                 | Первая Лига           | 15        | 1         | —     | —     | —         | —         | 15    | 1     |
| 2008/09               | Львов                 | УПЛ                   | 28        | 4         | 2     | 1     | —         | —         | 30    | 5     |
| 2009/10               | Львов                 | Первая Лига           | 23        | 4         | 1     | 0     | —         | —         | 24    | 4     |
| Всего за Львов:       | Всего за Львов:       | Всего за Львов:       | 100       | 17        | 3     | 1     | —         | —         | 103   | 18    |
| 2010/11               | Оболонь               | УПЛ                   | 26        | 4         | —     | —     | —         | —         | 26    | 4     |
| Всего за Оболонь:     | Всего за Оболонь:     | Всего за Оболонь:     | 26        | 4         | —     | —     | —         | —         | 26    | 4     |
| 2011/12               | Заря                  | УПЛ                   | 7         | 1         | 1     | 0     | —         | —         | 8     | 1     |
| 2012/13               | Заря                  | УПЛ                   | 24        | 4         | 1     | 1     | —         | —         | 25    | 5     |
| 2013/14               | Заря                  | УПЛ                   | 9         | 0         | 1     | 0     | —         | —         | 10    | 0     |
| 2014/15               | Заря                  | УПЛ                   | 2         | 0         | 1     | 0     | 2         | 0         | 5     | 0     |
| Всего за Зарю:        | Всего за Зарю:        | Всего за Зарю:        | 42        | 5         | 4     | 1     | 2         | 0         | 48    | 6     |
| Всего в кубках:       | Всего в кубках:       | Всего в кубках:       | —         | —         | 12    | 2     | 2         | 0         | 14    | 2     |
| Всего во второй лиге: | Всего во второй лиге: | Всего во второй лиге: | 20        | 9         | —     | —     | —         | —         | 20    | 9     |
| Всего в первой лиге:  | Всего в первой лиге:  | Всего в первой лиге:  | 132       | 14        | —     | —     | —         | —         | 132   | 14    |
| Всего в высшей лиге:  | Всего в высшей лиге:  | Всего в высшей лиге:  | 96        | 13        | —     | —     | —         | —         | 96    | 13    |
| Всего за карьеру:     | Всего за карьеру:     | Всего за карьеру:     | 252       | 36        | 12    | 2     | 2         | 0         | 262   | 38    |